# Blåtrast
Blåtrast (Monticola solitarius) är en fågel som trots namnet inte hör till familjen trastar, utan flugsnapparna i Muscicapidae. Den är Maltas nationalfågel.

## Utseende och läte

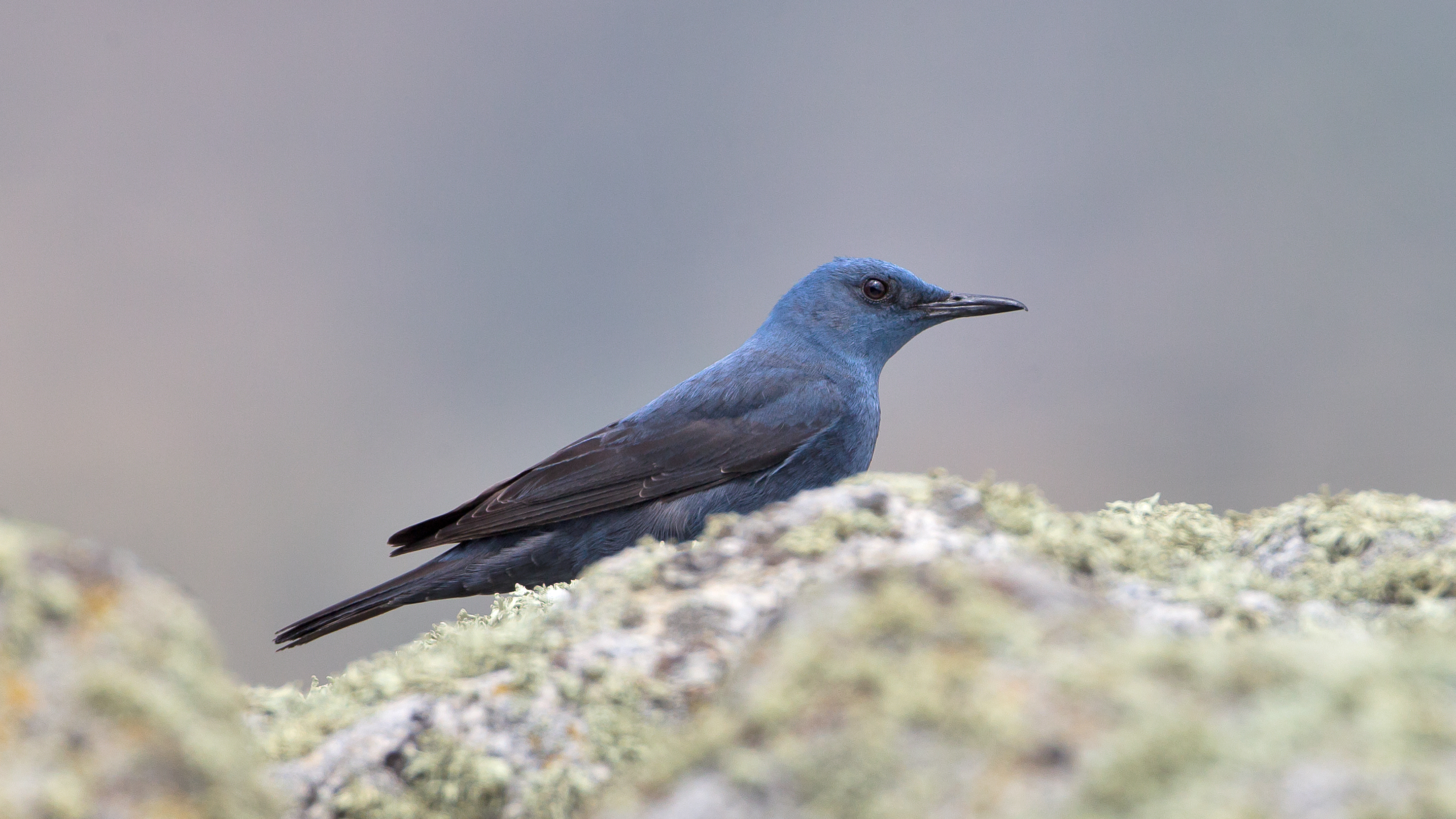
Hane av nominatformen.

Blåtrasten är 21–23 centimeter och har en lång och smal näbb. Den adulta hanen är om sommaren omisskännlig då hela fjäderdräkten är gråblå förutom de mörka vingarna. Honan och ungfåglar har en mer anonym fjäderdräkt med brun ovansida, och ljusare brunspräcklig undersida. Båda könen saknar de röda yttre stjärtfjädrarna som stentrasten (Monticola saxatilis) har.
Den adulta hanen av underarten M. s. philippensis har i sommardräkt rostrött bröst och undersida och påminner därmed om ett mellanting mellan stentrast och nominatformen av blåtrast.
Hanens sång är klar och melodisk och påminner om stentrasten som dock oftast sjunger tystare.

## Utbredning och systematik
Blåtrasten häckar i södra Europa och nordvästra Afrika, och från Centralasien österut till norra Kina, Japan och Malaysia samt på Malackahalvön och Sumatra och påträffas sällsynt i norra Europa varav några fynd har gjorts i Sverige.
De europeiska, nordafrikanska och sydöstasiatiska populationerna är främst stannfåglar, förutom förflyttningar i höjdled under de olika årstiderna. Övriga asiatiska populationer är till större utsträckning flyttfåglar som har sina vinterkvarter i områden söder om Sahara, på Arabiska halvön, i Indien och sydöstra Asien.
Blåtrasten brukar delas in i fem underarter, här fördelade på fyra grupper:
- solitarius-gruppen
  - Monticola solitarius solitarius – häckar i södra Europa, nordvästra Afrika och Mellanöstern; flyttar vintertid så långt söderut som Centralafrika
  - Monticola solitarius longirostris – häckar från norra Irak och Iran till Pakistan; flyttar vintertid till norra Indien och nordöstra Afrika
- Monticola solitarius pandoo – häckar från nordöstra Afghanistan och västra Kina österut genom Himalaya till centrala och sydöstra Kina; flyttar vintertid till Indien och Sydostasien, i söder till Malackahalvön och Sumatra
- Monticola solitarius philippensis – häckar från sydöstra Sibirien till Kina och Japan; flyttar vintertid till Indonesien
- Monticola solitarius madoci – häckar på Malackahalvön och Sumatra

I verket Handbook of Western Palearctic Birds (Shirihai & Svensson 2018) föreslås en annan underartsindelning, där longirostris inkluderas i nominatformen. Sedan 2022 följer svenska BirdLife Sverige dessa rekommendationer.

### Blåtrasten i Sverige
Blåtrast har observerats vid fyra tillfällen i Sverige, varav de första tre på Gotland. Första gången skedde 21-25 april 1981 då det befann sig en hane vid Hoburgen, andra gången observerades en hane på Gotska Sandön den 7 juni 2007, tredje gången en hona på Lilla Karlsö den 13 maj 2008 och fjärde gången en hane på Hallands Väderö 31 maj 2014.

### Familjetillhörighet
Stentrastarna ansågs fram tills nyligen liksom bland andra stenskvättor, rödstjärtar och buskskvättor vara små trastar. DNA-studier visar dock att de är marklevande flugsnappare (Muscicapidae) och förs därför numera till den familjen.

## Ekologi

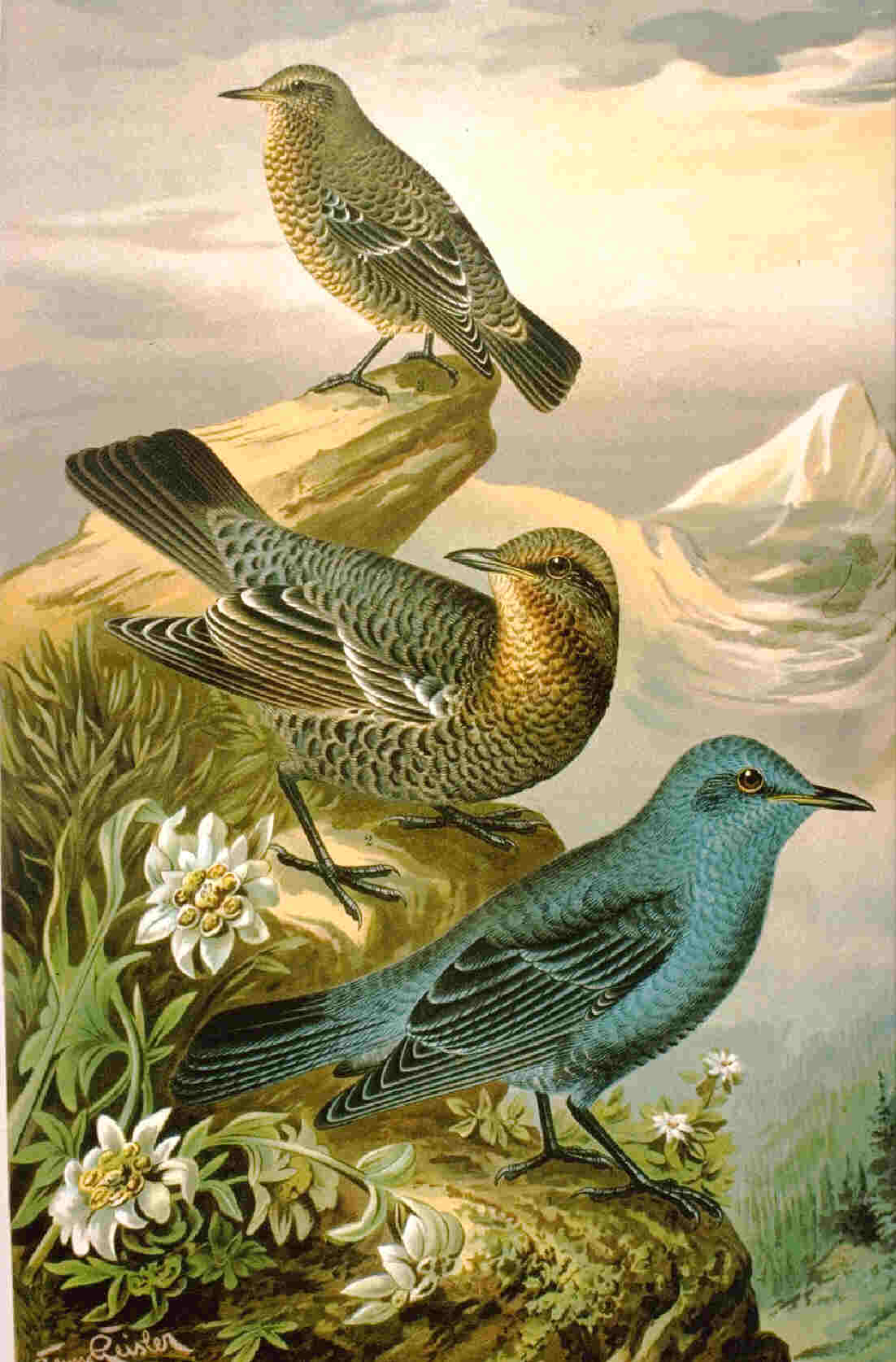
Illustration av blåtrast från J. F. Naumann:Naturgeschichte der Vögel Mitteleuropas Gera, från 1897.

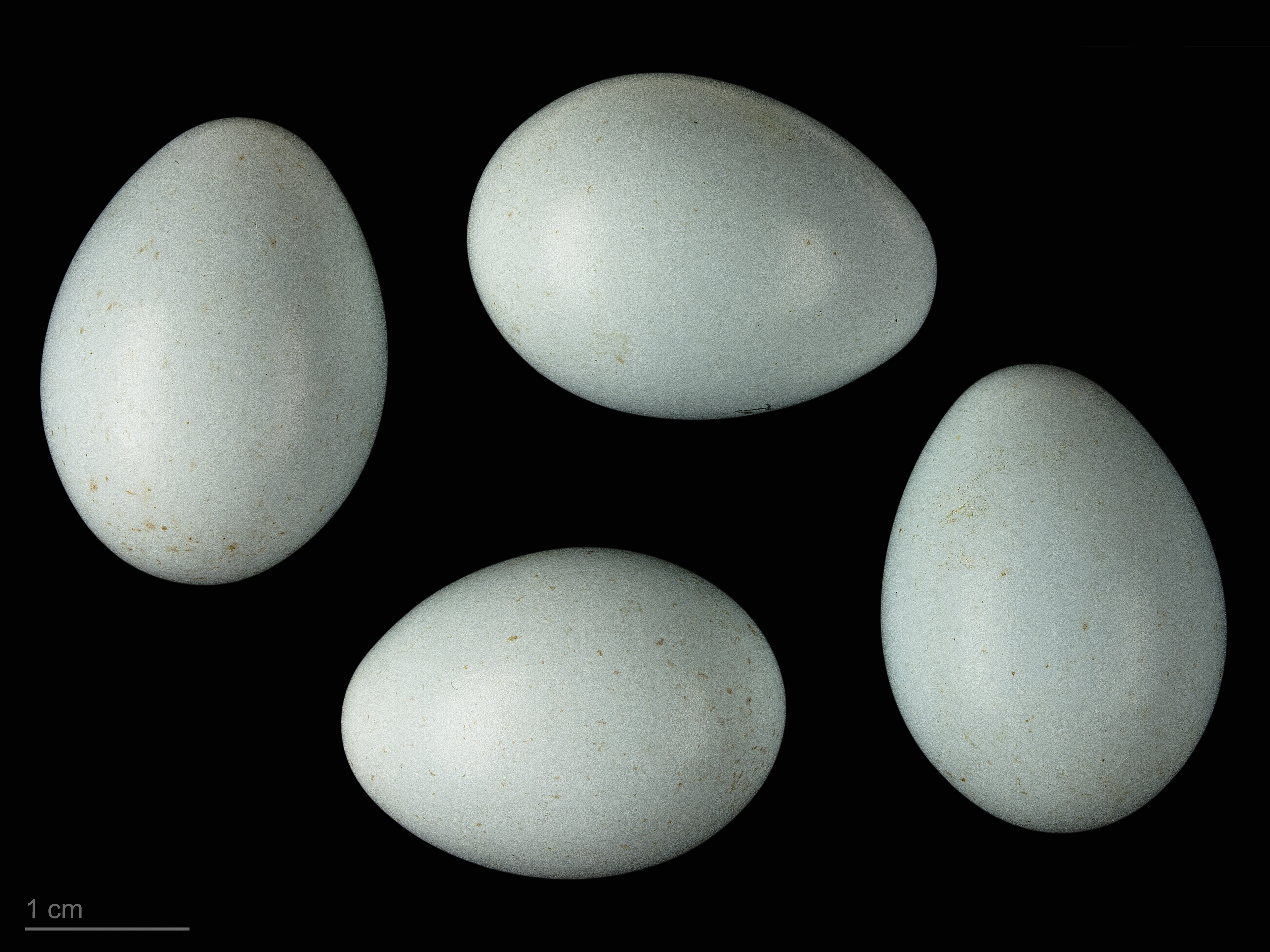
Monticola solitarius solitarius

Blåtrasten häckar i öppna bergstrakter, oftast på högre höjd än den besläktade stentrasten (Monticola saxatilis ). Den bygger sitt bo i klippskrevor och i hålor på byggnader och lägger i genomsnitt fyra till fem ägg som honan ruvar i tolv till 15 dygn innan ungarna kläcks. Paret som lever i monogama förhållanden tar hand om ungarna tillsammans. Den är en insektsätare som också äter bär. Den kan även fånga ödlor.

## Status
Arten har ett stort utbredningsområde och internationella naturvårdsunionen IUCN kategoriserar arten som livskraftig. Beståndsutvecklingen är dock oklar. Världsbeståndet uppskattas preliminärt till mellan 1 340 000 och 3 090 000 vuxna individer.

## I kulturen
Blåtrasten är Maltas nationalfågel och finns avbildad på Maltas Lm 1-mynt.